# Nesticus speluncarum
Nesticus speluncarum är en spindelart som beskrevs av Pietro Pavesi 1873. Nesticus speluncarum ingår i släktet Nesticus och familjen grottspindlar. Inga underarter finns listade i Catalogue of Life.